# Nico Richter
Pour les articles homonymes, voir Richter.
Nico Richter (né le 2 décembre 1915 à Amsterdam et mort le 16 août 1945 dans la même ville) est un compositeur néerlandais.

## Biographie
Nico Max Richter est le cadet des trois enfants d’Izaak Richter, dentiste à Amsterdam. Dès l'âge scolaire, il reçoit ses premières leçons de violon et à douze ans, l'entrée en scène d'un compositeur l'impressionne à tel point qu'il déclare : « Cela je le veux aussi ! ».
En septembre 1927, il intègre une école supérieure et en 1930 commence son cours de violon avec Sam Tromp à qui se sont adressés ses parents, préoccupés par le fait que leur fils délaisse l'école pour le violon. Il compose également ses premières œuvres de jeunesse qu'il ne validera pas toutes plus tard.
À la fin de sa scolarité en 1932 et sur pression de son père il s'inscrit comme étudiant en médecine à Amsterdam. Il commence simultanément l'étude du violon auprès de Sepha Jansen au conservatoire d’Amsterdam. La première représentation publique d'une de ses compositions a lieu le 16 mars 1935 : il s'agit du concerto pour violon composé à 17 ans.
Il participe à une master class avec Hermann Scherchen en Belgique et reçoit le prix Henry Le Bœuf pour son concerto pour violoncelle.
Hermann Scherchen lui-même dirige la représentation à Bruxelles (au palais des beaux-arts) et emporte la partition avec lui à Winterthour. Le célèbre violoncelliste Emanuel Feuermann y joue là-bas la partie solo de violoncelle.
Un concert a lieu aussi dans sa ville natale cette année-là. Nico Richter devient célèbre, que ce soit comme directeur de l'orchestre des étudiants MUSA, comme compositeur auprès du festival néerlandais Maneto (Manifestatie Nederlandsche Toonkunst) créé en 1937 ou encore comme critique des œuvres d’Igor Stravinsky ou de Darius Milhaud à Amsterdam. Le 23 juillet 1937 sa Sinfonia Divertimento est jouée à la radio de Bruxelles.
Début 1940 sa sœur aînée émigre aux États-Unis tandis qu'il se résout à rester à Amsterdam avec ses parents. En mai, les Pays-Bas sont envahis par les allemands et les persécutions à l'encontre des personnes juives s'accroissent de mois en mois. 
En septembre 1940 Nico Richter épouse la violoniste Hetta Scheffer qui n'est pas juive et avec laquelle il est fiancé depuis 1937. Début 1942 les mariages mixtes sont interdits par les nazis. Fin octobre 1941 Nico Richter congédie ses employés à l'orchestre des étudiants et termine malgré tout ses études de médecine.

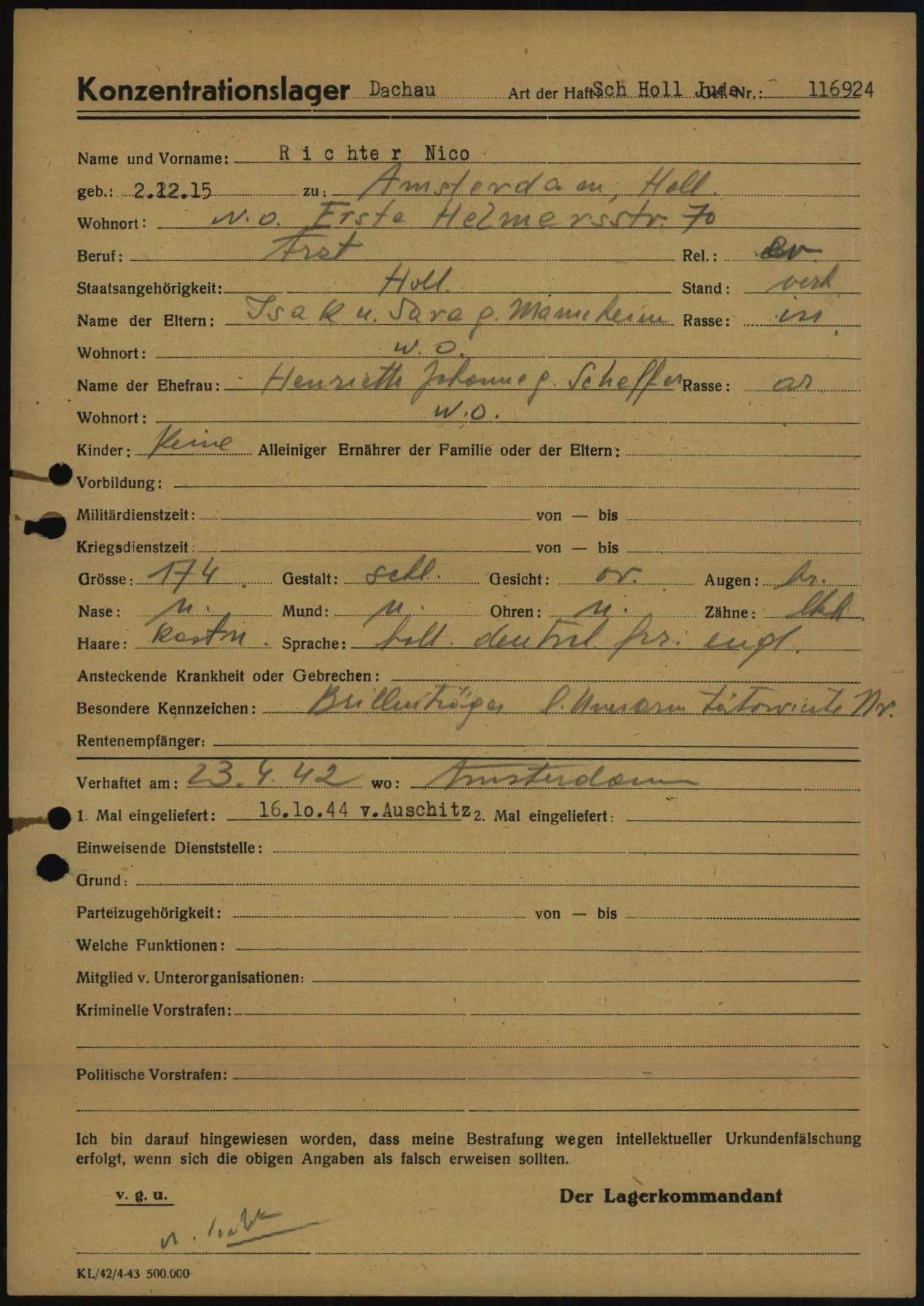
Formulaire d'enregistrement de Nico Richter en tant que prisonnier dans le camp de concentration nazi de Dachau

Dans la nuit du 17 au 18 avril 1942 Nico Richter est emprisonné. Il est interné à Amersfoort du 6 novembre au 18 janvier 18 janvier 1943 puis déporté au camp de Vught. Dans ce camp existe pendant quelques mois un orchestre auquel il collabore. Le 15 novembre 1943 il arrive à Auschwitz via le camp de Westerbork. Le 16 octobre 1944 il est transféré à Dachau dans le camp externe de Kaufering. Un camp d'extermination par le travail pour la construction d'un bunker souterrain.
Le camp est libéré par les Américains le 27 avril 1945 et Nico Richter arrive en juillet 1945 à Eindhoven. Sa femme Hetta le ramène à Amsterdam en ambulance. Dans les peu de semaines qui lui restent, il compose deux phrases d'une sérénade. Il meurt le 16 août 1945 quatre mois avant son trentième anniversaire.

## Œuvres
- 1933 Concerto pour violon  (?.Lento,?, Allegro) (durée 10 min)
- 1934 Sinfonietta I Serenade Orchestre de chambre (Deux violons, violoncelle, flûte, clarinette et guitare)
- 1934 Sonatine I Klavier (3 phrases) 5 min
- 1935? Concerto pour violoncelle et six (clarinette, cor, trompette, piano, deux violons) instruments (Allegro vivo, Lento, Presto) 6 min
- 1935 Trio pour flûte, alto et guitare (Allegro,  Non troppo lento,  Presto) 5 min
- 1936 Sinfonie I  Sinfonie-Divertimento  8 min
- 1936 Quartet à cordes (allegro, andantino, presto) 4 min
- 1936 Sinfonia divertimenta
- 1937 Amorys orchestre de chambre en un acte (Libretto Hendrik Lindt) distribution:    1./2. violons, alto, violoncelle, contrebasse, flûte, piccolo, clarinette, basson, cor, piano, percussions
- 1937 Lied, soprano et piano  (Lento), texte Wim Kriste 6 min
- 1940 Het lyk, Baryton et piano, texte de Wim Kriste
- 1941 Orchestration de l'œuvre Baal Shem d'Ernest Bloch
- 1942 Deux morceaux pour violon et piano (allegretto, adagio)
- 1945 Sérénade pour flûte, violon et alto (1 Allegretto giocoso, 4 Presto - Adagio) 9 min